# Sjipotjanski Rid
Sjipotjanski Rid (bulgariska: Шипочански Рид) är en ås i Bulgarien.   Den ligger i regionen Sofijska oblast, i den västra delen av landet, 40 km sydost om huvudstaden Sofia.
I omgivningarna runt Sjipotjanski Rid växer i huvudsak blandskog. Runt Sjipotjanski Rid är det ganska glesbefolkat, med 38 invånare per kvadratkilometer.